# Velarifictorus nigrifrons
Velarifictorus nigrifrons är en insektsart som först beskrevs av Brunner von Wattenwyl 1893.  Velarifictorus nigrifrons ingår i släktet Velarifictorus och familjen syrsor. Inga underarter finns listade i Catalogue of Life.